# Thomas Fanara
Thomas Fanara, född 24 april 1981 i Annecy, Frankrike, är en före detta fransk alpin skidåkare. Han gjorde sin första världscupstart i januari 2005. Han har nio pallplatser i världscupen. Han deltog i olympiska vinterspelen 2006 men körde ur storslalomen, den enda tävlingen han körde.
Han tävlade främst i storslalom.